# 天手長男神社
天手長男神社（あめのたながおじんじゃ、あまのたながおじんじゃ）は、長崎県壱岐市にある神社。式内社（名神大社）論社、壱岐国一宮後継社で、旧社格は村社。
『延喜式神名帳』に載る式内名神大社で壱岐国一宮の天手長男神社に比定されているが確証は薄い（後述）。

## 祭神
主祭神
- 天忍穂耳尊
- 天手力男命
- 天鈿女命

また、『延喜式神名帳』に載る名神大社と比定されている「天手長比売（天手長比賣）神社」（あめのたながひめ‐、あまのたながひめ‐）、小社の「物部布都神社」（ものべふつ‐、もののべのふつ‐）を合祀している。天手長比売神社には栲幡千々姫命、稚日女命、木花開耶姫命、豊玉姫命、玉依姫命、物部布都神社には経津主神が祀られているが、この両社も式内名神大社の天手長男神社同様、本来の天手長比売神社、物部布都神社ではないと見られている。

## 歴史
宗像大社（福岡県）の『宗像大菩薩御縁起』によれば、神功皇后の三韓征伐に際し、宗大臣（宗像大社の神）が「御手長」という旗竿に武内宿禰が持っていた紅白2本の旗をつけ、これを上げ下げして敵を翻弄し、最後に息御嶋（玄界灘の沖ノ島）に立てたという。天手長男（と天手長比売）の社名はこの「御手長」に由来するという。
弘仁2年（811年）に「天手長雄神社」（アメノタナガヲ‐）として創建、後に「天手長男神社」。『大日本国一宮記』（『一宮記』）には、天手長男神社と天手長比売神社が物部村にあり、天手長男神社を壱岐の一宮としたとある。『一宮記』では天思兼神を祭神としている。
その後、元寇により廃れてしまい、所在も不明となっていた。
現在の天手長男神社は、江戸時代にそれまで「若宮」と呼ばれていた小祠を平戸藩の国学者、橘三喜が名神大社の天手長男神社に比定したものである。三喜は、当神社の位置する「たながお（たなかを）」という地名から天手長男神社は田中触にあるものと推定した。そして、田中の城山竹薮の中に分け入り、神鏡1面、弥勒如来の石像2座を掘り出し、石祠を造って祀った。延宝5年（1677年）に発見された弥勒如来像には延久3年（1071年）の銘があり、後に重要文化財に指定され2012年現在は奈良国立博物館に保存されている。元禄元年（1688年）には松浦藩主の命により社殿が作られた。
なお、三喜の式内社の査定は地名に基づいたものが多く、現在の研究では疑問が持たれている。天手長男神社については、芦辺町湯岳興触に興神社があり、興（こう）は国府（こう）のことであると考えられ、境内社に壱岐国総社もあることから、興神社が本来の天手長男神社であり壱岐国一宮であるとする説が有力となっている（橘三喜は興神社を式内小社「與神社」に比定しているが、これは興と與を見誤ったためと見られる）。
合祀されている天手長比売神社も橘三喜の査定によるものであり、本来の天手長比売神社の所在地は不明である。物部布都神社も、「田中触が物部（ものべ）村に属しているから」という理由で比定されたものであり、近年の研究では渡良浦の國津神社が本来の物部布都神社であったとされている。なお、平安時代に存在した森部郷は、江戸時代の物部村や、平成時代の田中触・渡良浦ほかを含む地域と比定されている。
もっともそうした経緯はともあれ、現在では当神社が壱岐国の一宮とされ、天手長比売、物部布都の両神社の神も合祀されている。

## 境内

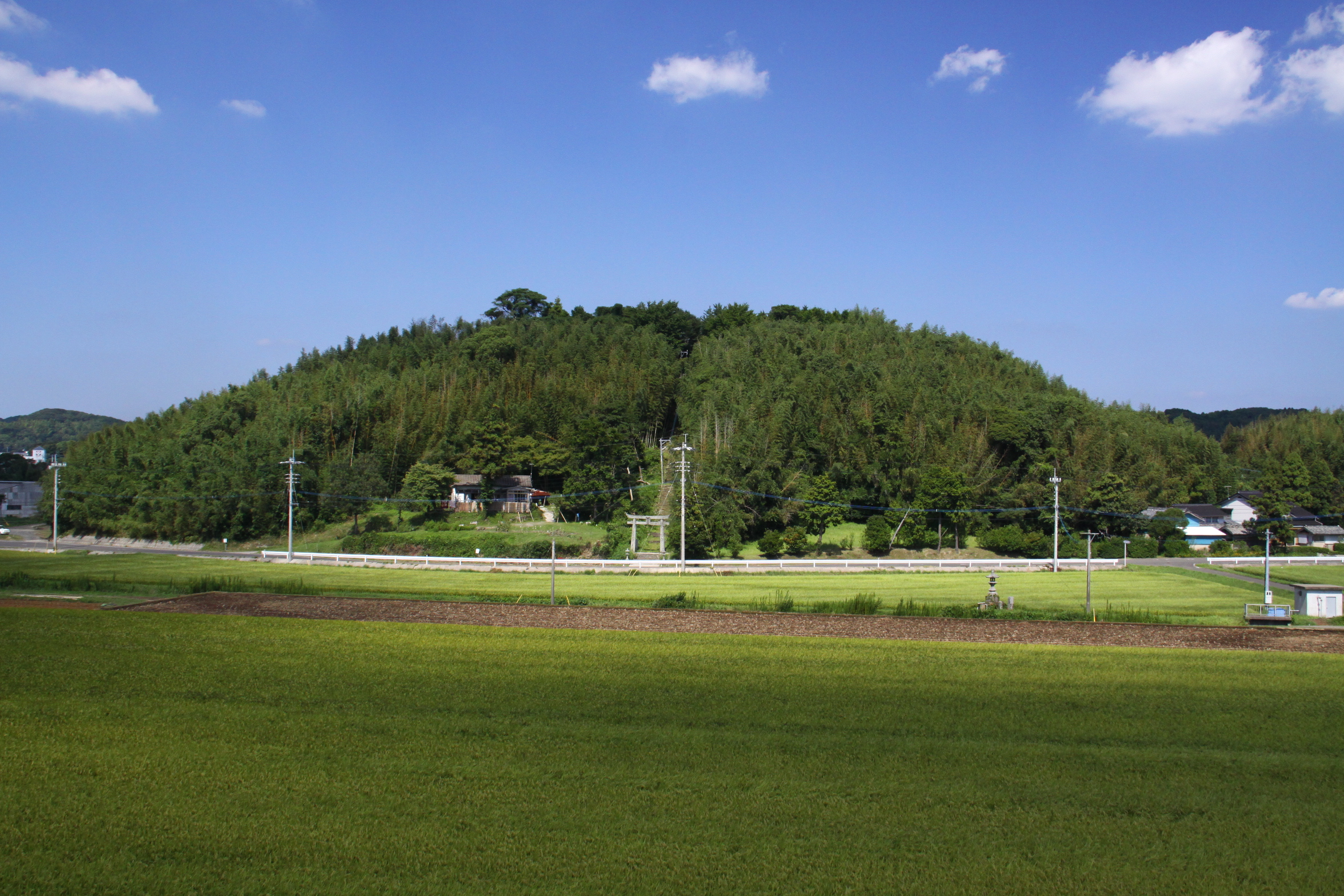
鉢形山（はちがた‐） この山の頂に当社は鎮座している。
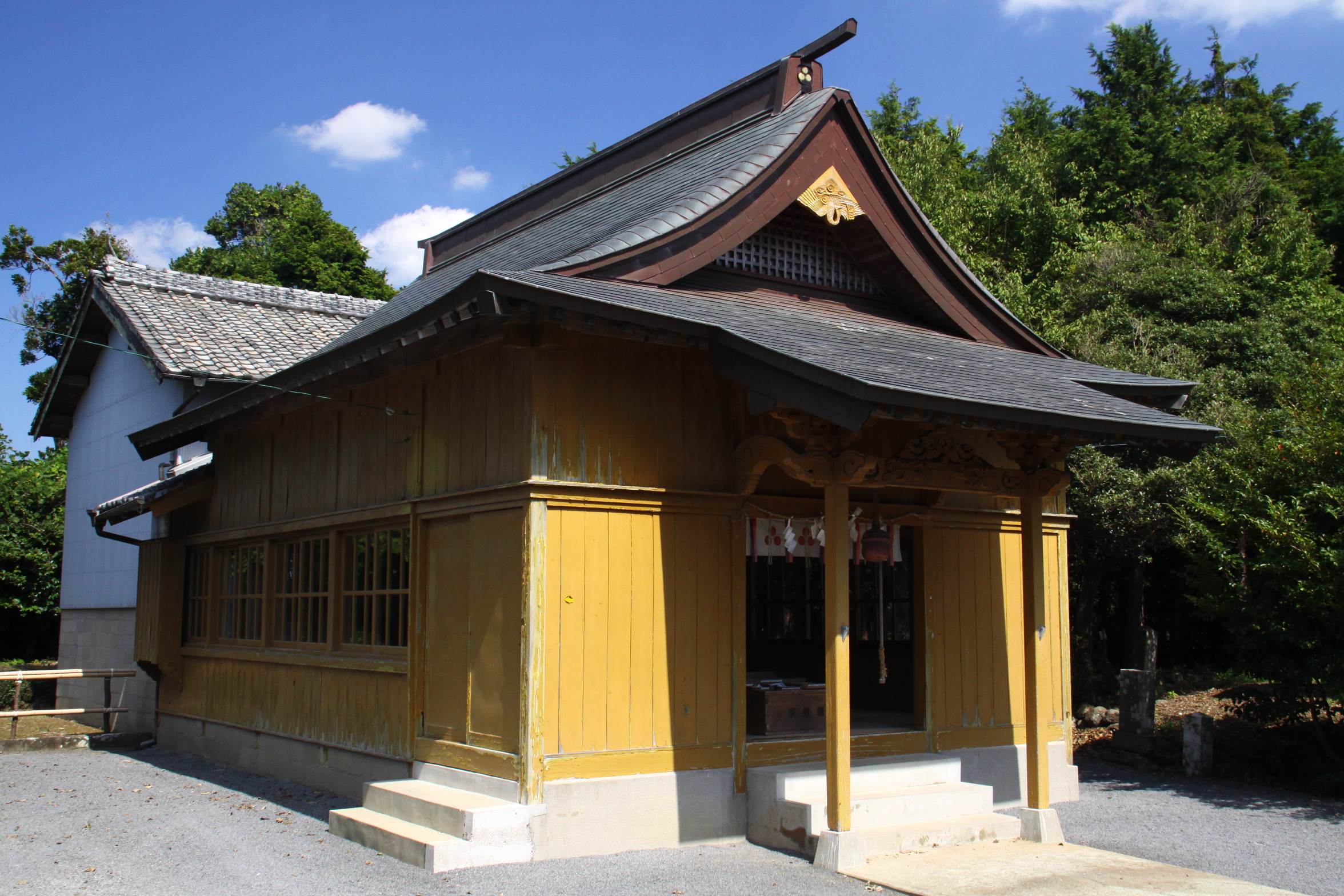
社殿 拝殿（黄色い壁の部分）から続く屋根覆い（白い壁の部分）により本殿は雨風から保護されている。
村社 天手長比売神社址 天手長比売神社は昭和40年（1965年）に当社へ合祀された。物部布都神社、若宮神社、宝満神社および粟島神社も同時期に合祀[3][13]。

## 現地情報
所在地
- 長崎県壱岐市郷ノ浦町田中触730

## 参考資料
- 「大日本国一宮記」（塙保己一 『群書類従 第二輯 神祇部』 1977年4月15日 訂正3版第3刷（1932年10月15日 発行）, 続群書類従完成会.）
- 吉田東伍 『増補 大日本地名辞書 (4) 西国』 1976年8月20日 増補第3版（1901年12月3日 初版, 1971年6月25日 増補版）, 冨山房. ISBN 4-572-00030-1
- 川村二郎 『日本廻国記 一宮巡歴』 1987年5月8日 初版, 河出書房新社. ISBN 4-309-22131-9
- 瀬野精一郎・外山幹夫 編集 『角川日本地名大辞典 42 長崎県』 1987年7月8日, 角川書店. ISBN 4-040-01420-0
- 瀬野精一郎 監修 『日本歴史地名大系 43 長崎県の地名』 2001年10月14日 初版第1刷, 平凡社. ISBN 4-582-49043-3.
- 長崎県高等学校教育研究会地歴公民部会歴史分科会 『歴史散歩 42 長崎県の歴史散歩』 2005年6月25日 1版1刷 発行, 山川出版社. ISBN 4-634-24642-2
- 『別冊歴史読本 7 諸国一宮と謎の神々』 2008年5月11日, 新人物往来社. ISBN 978-4-404-03607-0
- 招福探求巡拝の会 『日本全国 一の宮巡拝完全ガイド』 2011年6月15日 初版第1刷, メイツ出版. ISBN 978-4-7804-0963-5
- 壱岐市立一支国博物館 ウェブサイト